# Zamdane
Zamdane, pseudonimo di Ayoub Zaidane (Marrakech, 25 settembre 1997), è un rapper marocchino attivo in Francia.

## Biografia
Ayoub Zaidane nasce e cresce a Marrakech, nello specifico nel quartiere di Bab Doukkala. Impara il francese da bambino grazie al padre, che svolge la professione di guida turistica. Nel 2015, all'età di 17 anni, arriva in Francia, a Istres, per motivi di studio. In Francia scopre l'hip hop, in particolare Nekfeu, decidendo di intraprendere una carriera musicale.

## Carriera
Pubblica i suoi primi singoli nel 2017, riscuotendo un buon successo con il brano Favaro. Ottiene maggiore visibilità partecipando ai freestyle di Le Règlement e Grünt #34. Tra il 2018 ed il 2019 pubblica quattro EP: Yung D/C, 20's, Affamé e Z, seguiti dal doppio EP Chrysalis nel 2020. Nel 2021 è la volta di Affamé - saison 2, composto da 8 tracce.
Il suo primo album in studio, dal titolo Couleur de ma peine, esce il 25 febbraio 2022, ed è accompagnato da una raccolta fondi per l'associazione SOS Méditerranée. Il disco, che vede la partecipazione dei rapper Dinos, Soso Maness e Jazzy Bazz, raggiunge la quinta posizione della classifica francese.
Nel 2024 esce il suo secondo album, Solsad, pubblicato in due parti distinte da 10 tracce ciascuna a distanza di pochi giorni. Esso è caratterizzato dalla presenza di Pomme, Josman, So La Lune, Kekra, Niska, Sofiane Pamart, Zaho e Tif, e supera il successo del precedente, piazzandosi al terzo posto in classifica.

## Discografia

### Album in studio
- 2022 – Couleur de ma peine
- 2024 – Solsad
- 2025 – Rahma

### EP
- 2018 – Yung D/C
- 2018 – 20's
- 2018 – Affamé
- 2019 – Z
- 2020 – Chrysalis
- 2021 – Affamé - saison 2
- 2023 – Affamé - saison 3